# Juin 1937

## Événements
- Irak : les socialistes quittent le gouvernement et leurs chefs optent pour l’exil.
- Premier vol du de Havilland DH.93 Don.

- 2 juin : premier vol du Potez 650.

- 3 juin : le duc de Windsor (ex-roi Édouard VIII du Royaume-Uni), épouse Wallis Simpson pour laquelle il vient d'abdiquer du trône du Royaume-Uni.

- 6 juin : Grand Prix automobile de Rio de Janeiro.

- 8 juin : adoption de l'International Agreement for the Regulation of Whaling, à Londres règlementant les prises commerciales, scientifiques et aborigènes des baleines dans les 89 pays membres.

- 11 juin : le verdict du procès des généraux de l'Armée rouge est prononcé, condamnant à la peine de mort la totalité des accusés.

- 12 juin : 
  - ordonnance secrète de Heydrich, prolongeant en « détention de sûreté » les peines des criminels juifs.
  - Victoire de Bernd Rosemeyer dans la course de l'Eifelrennen 1937.

- 13 juin : l'Olympique de Marseille quitte le Stade de l'Huveaune pour le Stade Vélodrome.

- 15 juin : le prototype du biplan de chasse Blériot-SPAD S.710, qui a commencé ses essais en avril 1937, s'écrase, tuant son pilote, Louis Massotte.

- 16 juin : inauguration par Imperial Airways et Pan American de la liaison commerciale régulière entre les Bermudes et New York.

- 19 juin : 
  - succès nationaliste à Bilbao.
  - Départ de la 14e édition des 24 Heures du Mans.

- 20 juin : 
  - lettre ouverte des Témoins de Jéhovah au peuple allemand, qui déclenche une répression accrue.
  - Victoire de Jean-Pierre Wimille et Robert Benoist sur une Bugatti aux 24 Heures du Mans.

- 21 juin : Léon Blum demande les pleins pouvoirs financiers face à la résurgence de l’activisme d’extrême droite ; il démissionne devant le refus du Sénat.

- 22 juin : Camille Chautemps président du Conseil (3) avec la SFIO (fin en 1938).

- 26 juin : le Français Jean Peraud boucle le trajet Paris - Tunis - Paris en 11 heures et 28 minutes de vol (aller : 5h13 ; retour : 6h15).

- 29 juin : réfugié en Union soviétique, Béla Kun est victime des purges stalinienne avec plus de cent communistes hongrois.

## Naissances
- 1er juin : 
  - Morgan Freeman, acteur américain.
  - Henri Tisot, acteur, imitateur, humoriste et écrivain français.
- 2 juin : 
  - Robert Paul, patineur artistique canadien.
  - Sally Kellerman, actrice américaine († 24 février 2022).
- 3 juin : Jean-Pierre Jaussaud, pilote automobile français († 22 juillet 2021).
- 7 juin : John Williamson, économiste britannique († 11 avril 2021).
- 8 juin : Bruce McCandless II, astronaute américain.
- 10 juin : Luciana Paluzzi, actrice italienne.
- 11 juin : Guy Romano, évêque catholique français, rédemptoriste et évêque émérite de Niamey (Niger) († 23 novembre 2023).
- 13 juin : Eleanor Holmes Norton, femme politique américaine, déléguée membre du district de Columbia, auprès de la chambre des représentants des États-Unis depuis 1991.
- 14 juin : Hans-Ulrich Klose, personnalité politique allemande († 6 septembre 2023).
- 15 juin : Michèle Cotta, journaliste et écrivain française.
- 16 juin : 
  - Margarita Ivanovna Filanovich, historienne et archéologue ouzbèke.
  - Siméon II, dernier roi et homme d'État bulgare.
- 18 juin : Vitali Jolobov, cosmonaute soviétique.
- 23 juin : Martti Ahtisaari, homme d'état et président de la République de Finlande de 1994 à 2000 († 16 octobre 2023).
- 25 juin : Nawaf al-Ahmad al-Jaber al-Sabah, Émir du Koweït de 2020 à 2023 († 25 décembre 2023).
- 26 juin : Reggie Workman, contrebassiste de jazz américain.
- 27 juin : 
  - Joseph P. Allen, astronaute américain.
  - Jean Perrin, musicien accordéoniste. "Allez voir dans la boîte aux lettres".

## Décès
- 2 juin : Louis Vierne, compositeur et organiste français (°1870).
- 8 juin : Jean Harlow, actrice américaine.
- 10 juin : Robert Laird Borden, huitième premier ministre canadien.
- 18 juin : Gaston Doumergue, ancien président de la République française (° 1863).